# Pentas lanceolata
Pentas lanceolata, coneguda com a estrella egípcia, és una espècie de planta amb flors (Angiosperma) que pertany a la família Rubiàcies. És nativa de gran part d'Àfrica així com del Iemen. És coneguda pel seu ampli ús com a planta de jardí on sovint se l'usa als jardins per a papallones.

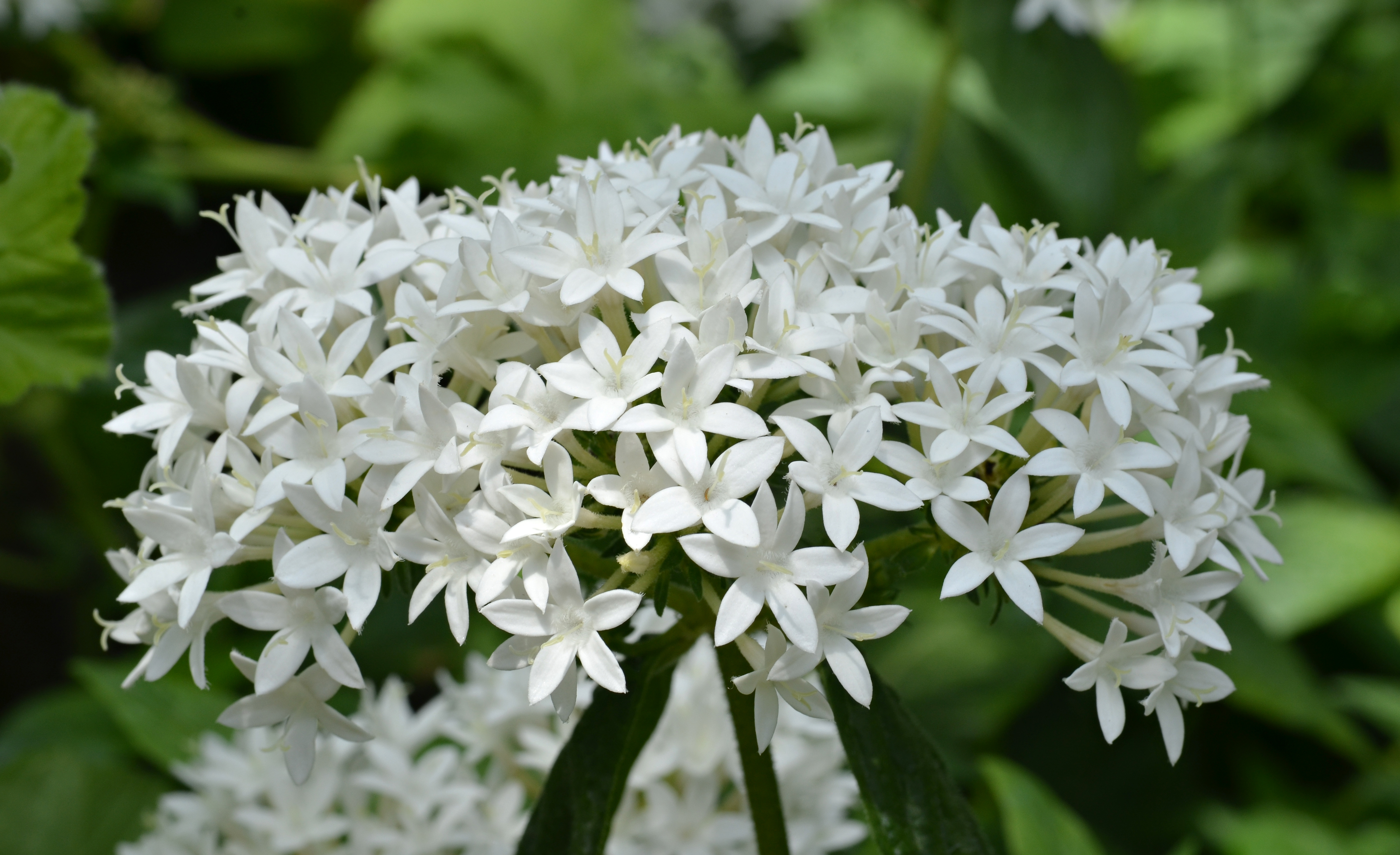
Flors blanques
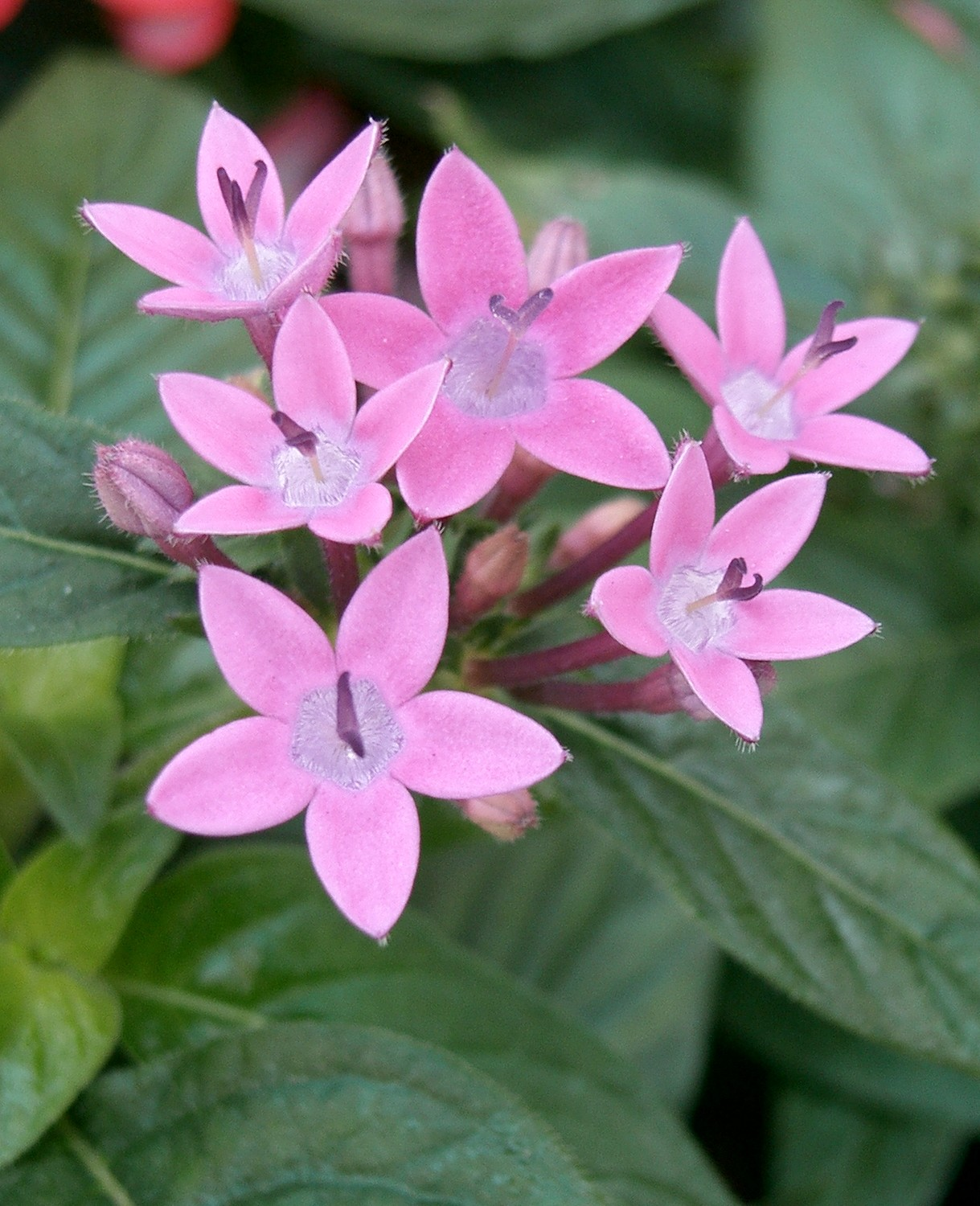
Flors roses
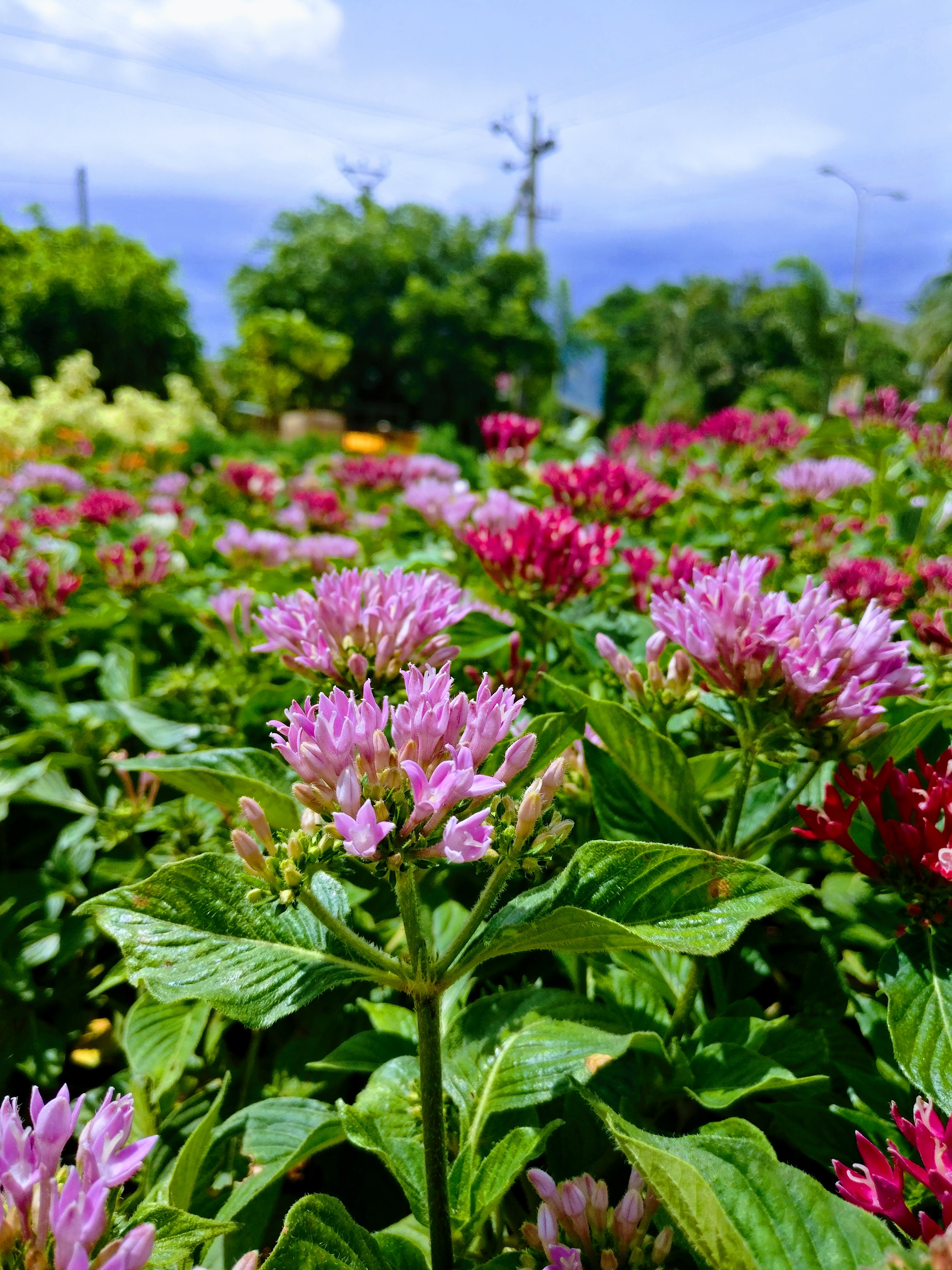
Flors roses
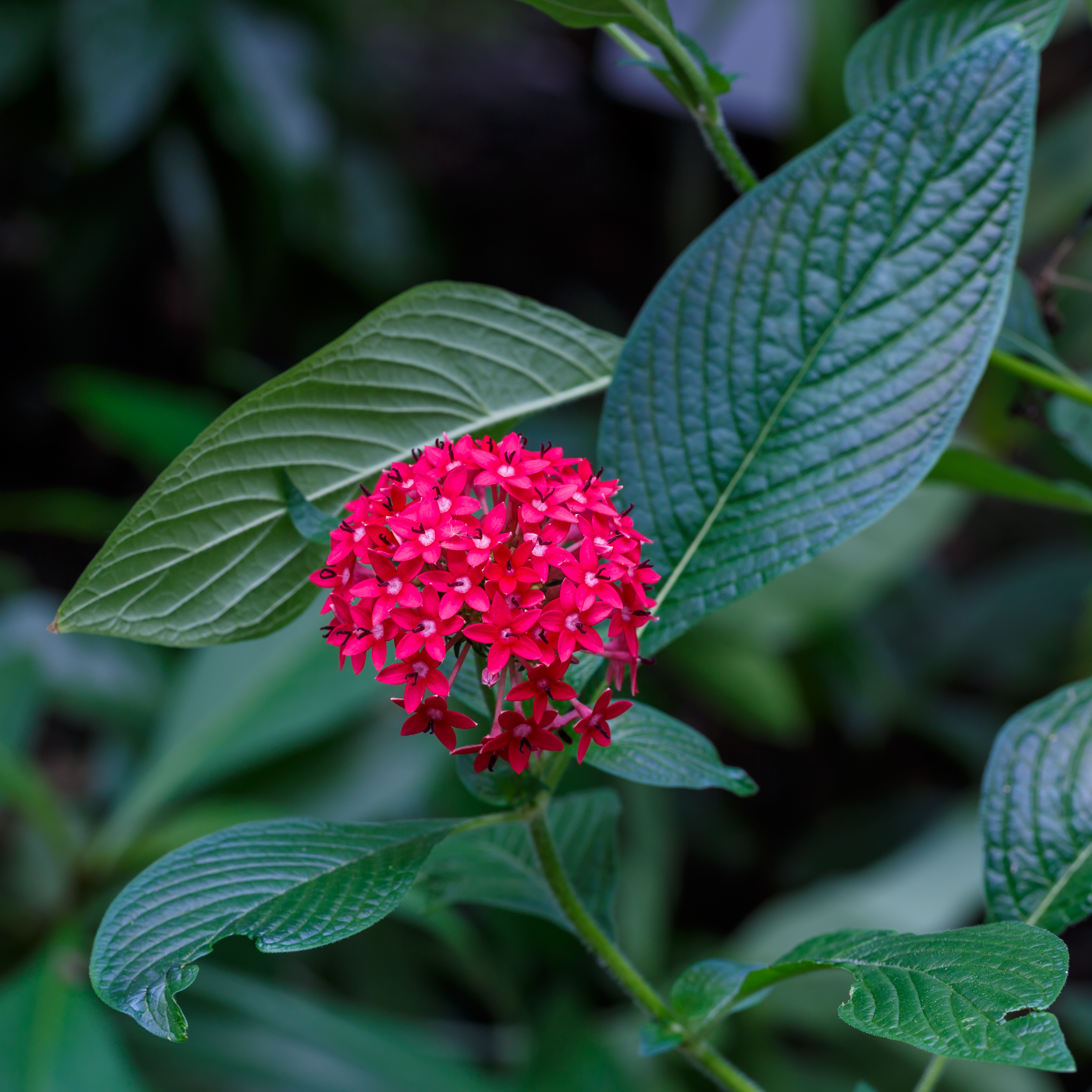
Flors vermelles